# Cuevas del Toll
La cueva del Toll (en catalán: cova del Toll) es una cueva prehistórica situada en Moyá, en la comarca del Moyanés (Barcelona, Cataluña, España). Situada a 745 metros de altitud, tiene un recorrido total de 1148 metros. La parte habilitada para la visita es de 180,55 metros y tiene forma de L. Es una de las cuevas prehistóricas de Europa más rica en fauna del Cuaternario.
El Complejo de las cuevas del Toll está formado por la cueva del Toll (1148 m), la cueva de les Toixoneres (50 m), la cueva Morta (100 m) y la sima del Bassot (avenc del Bassot) (12 m de profundidad). Se supone que antiguamente las diferentes cavidades estaban conectadas entre sí. En ellas se han encontrado abundantes restos arqueológicos y paleontológicos, desde el Paleolítico medio hasta la Edad del Bronce.
En el 2007 se creó en los alrededores de las cuevas el Parque Prehistórico de las Cuevas del Toll, cuyo objetivo es la difusión y socialización de la paleontología, la arqueología y el medio natural.

## Historia
Pese a que la cueva era conocida desde tiempos remotos por los lugareños, no fue descubierta espeleológicamente hasta 1948, cuando el  Grupo de Exploración Subterránea del Club Montañero Barcelonés (G.E.S.-C.M.B.)  la empieza a explorar. 
Entonces, la única boca conocida era la de la surgencia, que daba paso a una galería estrecha y de difícil progresión. En 1952, mucho más adelante, en la llamada "Galería sur", encuentran abundantes restos arqueológicos y paleontológicos. El hallazgo de estos restos en un punto tan inaccesible de la cueva hizo pensar que en otro tiempo debió de existir otra boca por la que se podía acceder a la "Galería sur" de manera mucho más fácil. 
En 1953 la topografía realizada asignaba un recorrido total de 1086 metros. Al año siguiente y en colaboración con el G.E.M. de Moyá, se determina el punto donde debería de estar situada la supuesta boca. Después de una serie de excavaciones y desobstrucciones, los espeleólogos J. Sala, P. Quintana, J. Armadans y Joan Surroca consiguen el 29 de octubre por fin abrir la boca. La excavaciones posteriores demostraron que esta galería había dejado de ser pisada por el hombre hace 4000 años. En los años siguientes se seguiría avanzando por la estrecha y dificultosa "Galería este". 
La existencia del cercano avenc del Bassot (sima del Bassot) hacía suponer una relación entre las dos cavidades. En 1980 el G.E.M.I.-Moyá realiza un preciso levantamiento topográfico para ver la distancia existente entre la sima y el último sector de la "Galería este", dando un resultado de 80 m. Desobstruyendo desde la sima consiguieron, tras superar diversos pasos muy estrechos, realizar el enlace Avenc del Bassot-Cova del Toll el día 15 de agosto. Posteriormente realizaron un nuevo bombeado de las galerías inundadas, consiguiendo avanzar 20 m más en la dirección opuesta.

### Habilitación como cueva turística
En los años 1960, con el patrocinio de la Diputación de Barcelona, se realiza la iluminación del interior de la cueva. En 1981 la iluminación fue ampliada e inaugurada por el entonces presidente de la Generalidad de Cataluña, Josep Tarradellas. Desde este momento se inician las visitas a la cueva de forma esporádica y previa concertación con Joan Surroca. Desde el año 1994 se han ido realizando diferentes intervenciones para la promoción turística y cultural de las cuevas, iniciándose el servicio regular de visitas guiadas y de talleres didácticos previa concertación.

## Descripción
La cueva del Toll tiene tres bocas de entrada: la "Boca sur", la "Boca de la surgencia" y el "Avenc del Bassot" (sima del Bassot).
La cueva se divide en cuatro sectores:
- Galería sur (zona visitable)

Consta de una galería recta de 108 metros de longitud. Es la zona donde habitaba el hombre prehistórico y es donde se han encontrado la mayor parte de los restos arqueológicos y paleontológicos. Al final de la galería hay una bifurcación, a la derecha está la "Galería este" y a la izquierda la "Galería de la surgencia" (cerrada con una reja).
- Galería este (zona visitable 72.55 metros)

Galería que discurre por encima del curso de un río intermitente. Al principio la galería tiene buenas dimensiones, para hacerse cada vez más estrecha y dificultosa a medida que se va avanzando, habiendo cada vez más pasos con agua y barro, sifonando en numerosos puntos. Solo se puede visitar hasta la "Sala del sifó".
- Boca de la Surgencia

La galería tiene un recorrido de 543 metros, hasta llegar al cruce con la "Galería sur" y la "Galería este". Esta galería es la continuación de la "Galería este", y como tal es la continuación de un pequeño río subterráneo que llega a ser activo en época de lluvias y cuyo caudal aflora por la boca de la surgencia. La galería es de libre acceso hasta casi el final, donde hay una reja para impedir la continuación.
- Avenc del Bassot (sima del Bassot)

Se trata de una pequeña sima de 12 metros de profundidad. En su fondo se halla una pequeña y estrecha galería, que no es más que la "Galería este", con la que comunica después de superar varios pasos estrechos.

## Morfogénesis
Esta cavidad es un río que llega a ser activo en época de lluvias. Tiempo atrás la "Galería sur" constituía la salida de las aguas. Posteriormente el río excavó una nueva galería, brotando por la boca de la surgencia, lo que provocó que la "Galería sur" quedase seca. Aun así, después de fuertes precipitaciones esta galería puede llegar a ser inundada.

## Hallazgos arqueológicos y paleontológicos
La cueva del Toll es una de las cuevas prehistóricas de Europa más ricas en fauna del Cuaternario durante la glaciación Würm: hipopótamo lanudo, rinoceronte, oso de las cavernas, león, hiena, buey primitivo, rebeco, etc.
Restos de fuego y algunos sílex correspondientes al Musteriense nos demuestran la presencia humana del hombre de Neandertal durante el Paleolítico Medio (entre 100 000 y 40 000 años de antigüedad) en la Cataluña central. 
También se han encontrado abundantes restos pertenecientes al Neolítico y a la Edad del Bronce. Las piezas encontradas están expuestas e interpretadas en el Museo arqueológico y paleontológico de Moyá.